# Protase Rugambwa
Mons. Protase Rugambwa (31. května 1960, Bunena) je tanzanský římskokatolický kněz, bývalý sekretář Dikasteria pro evangelizaci a současný arcibiskup koadjutor Tabory.

## Život
Narodil se 31. května 1960 v Buneně. Po základní a střední škole v různých seminářích a minor Katoke Itaga studoval v seniorním semináři Kibosho filosofii a v senior semináři svatého Karla Lwangi teologii.
Na kněze byl vysvěcen 2. září 1990 v Dar es Salaam papežem Janem Pavle II. a byl inkardinován do diecéze Rulenge.
Po vysvěcení působil jako: 1990–1991: farní vikář v Mabiře, 1991–1994: učitel v Semináři minor v Katoke, kaplan nemocnice Biharamulo, 1994–1998: student pastorální teologie na Papežské lateránské univerzitě v Římě, 1998–1999: vedoucí sekretář oddělení pastorální péče, 2000–2002: generální vikář diecéze, 2002–2008: úředník Kongregace pro evangelizaci národů.
Dne 18. ledna 2008 byl papežem Benediktem XVI jmenován diecézním biskupem Kigomy. Biskupské svěcení přijal 13. dubna 2008 z rukou kardinála Polycarpa Penga a spolusvětiteli byli arcibiskup Robert Sarah a arcibiskup Paul R. Ruzoka.
Tuto funkci vykonával do 26. června 2012 kdy byl ustanoven adjunkt sekretářem Kongregace pro evangelizaci národů a byl mu udělen titul osobního arcibiskupa. V tomto úřadě vystřídal arcibiskupa Piergiuseppeho Vacchellieho.
Dne 9. listopadu 2017 jej papež František jmenoval sekretářem Kongregace pro evangelizaci národů.
Dne 5. června 2022 byl v souvislosti s reformou římské kurie a zřízením Dikasteria pro evangelizaci jmenován papežem Františkem sekretářem pro evangelizaci Dikasteria pro evangelizaci.
Dne 15. března 2023 přijal jej papež František odvolal z funkce sekretáře Sekce pro evangelizaci Dikasteria pro evangelizaci.
Dne 13. dubna 2023 jej papež František jmenoval arcibiskupem koadjutorem arcidiecéze Tabora v Tanzanii.

### Kardinálem
Dne 9. července 2023 na závěr modlitby Anděl Páně oznámil papež František, že jmenuje 21 nových kardinálů, mezi nimi také Mons. Rugambwu. V konzistoři dne dne 30. září 2023 jej také skutečně kreoval.